# الحقل (الرضمة)

تعديل مصدري - تعديل

الحقل محلة تابعة لقرية بيت الحيدري، التابعة لعزلة حارث الحيدرى بمديرية الرضمة إحدى مديريات محافظة إب في الجمهورية اليمنية.، بلغ تعداد سكانها 67 حسب تعداد اليمن لعام 2004.